# Władysław Graf
Władysław Graf (ur. 25 maja 1923 w Ostrzeszowie, zm. 14 stycznia 2020 tamże) – harcerz, żołnierz AK, nauczyciel zawodu, regionalista.

## Życiorys
Pracował jako mistrz rzemiosła krawieckiego oraz jako nauczyciel zawodu. Był członkiem ZHP od 1930. Jako ochotnik w ramach Ostrzeszowskiego Batalionu Narodowego i przeszedł szlak bojowy od Ostrzeszowa przez Warszawę i Kowel do Brześcia nad Bugiem. Pełnił funkcję komendanta hufca (1886–1987), a później przewodniczącego komisji historycznej. Działał w ramach Armii Krajowej pod pseudonimem Stanisław, zajmując się tajną fotografią i pomocą dla jeńców wojennych z oflagu XXI C w Ostrzeszowie. W okresie od czerwca 1944 roku do stycznia 1945 był zesłany do obozu pracy przymusowej w Osjakowie. Należał do Zarządu Towarzystwa Przyjaciół Ziemi Ostrzeszowskiej oraz władz Związku Kombatantów RP i Byłych Więźniów Politycznych. Opracował 8 publikacji opisujących dzieje ostrzeszowskich organizacji i tematyki powstania wielkopolskiego. Opublikował ponad sto numerów „Zeszytów Ostrzeszowskich”, dotyczących przeszłości regionu. Publikował także artykuły historyczne w prasie lokalnej. Prowadził pracę edukacyjną i popularyzatorską w okolicznych szkołach
Zmarł 14 stycznia 2020 w Ostrzeszowie. Uroczystości pogrzebowe odbyły się 18 stycznia 2020. Został pochowany na Cmentarzu Parafii pw. NMP Wniebowziętej w Ostrzeszowie Sektor C4/ Rząd 7/ Numer 17.

## Odznaczenia
- Krzyż Komandorski Orderu Odrodzenia Polski[13],
- Krzyż Oficerski Orderu Odrodzenia Polski,
- Złoty Krzyż Zasługi,
- Medal za Udział w Wojnie Obronnej 1939,
- Medal „Za zasługi dla Miasta i Gminy Ostrzeszów”[2]
- Medal „Za zasługi dla Powiatu Ostrzeszowskiego” (2016)[2][4][14][15].
- Kombatancki Krzyż Zwycięstwa (2015)[16]

## Wybrane publikacje
- Ostrzeszow Pomnik Powstańców Wielkopolskich, Ostrzeszowskie Centrum Kultury, 1992[17]
- Ostrzeszów: herb miasta i jego dzieje, Ostrzeszowski Dom Kultury, Ostrzeszów 1992. - s.20[18]
- Ostrzeszów : przewodnik po miejscach pamięci narodowej : miasto i okolice,  Ostrzeszowski Dom Kultury, Ostrzeszów 1992. s. 19[19]
- Ostrzeszów : kościół św. Anny : szpital św. Ducha, Ostrzeszowskie Centrum Kultury w Ostrzeszowie, Ostrzeszów 1994. s. 27[20]
- Eskulap w służbie ziemi ostrzeszowskiej, praca zbiorowa pod red. Wladysłąwa Grafa, Ostrzeszów 1998[21]
- W obronie ziemi ojczystej na Ziemi Ostrzeszowskiej: publikacja w 60 rocznicę wybuchu II wojny światowej wydarzenia na ziemi ostrzeszowskiej, Towarzystwo Przyjaciół Ziemi Ostrzeszowskiej, Ostrzeszów:1999. s.141[22]
- Nikt im iść nie kazał... : Powstanie Wielkopolskie [1918-1919] : publikacja jubileuszowa w 80 rocznicę zwycięstwa na ziemi ostrzeszowskiej, Towarzystwo Przyjaciół Ziemi Ostrzeszowskiej, Ostrzeszów:1999. s. 89[23]
- W obronie ziemi ojczystej na Ziemi Ostrzeszowskiej : publikacja w 60 rocznicę wybuchu II wojny światowej wydarzenia na ziemi ostrzeszowskiej, Towarzystwo Przyjaciół Ziemi Ostrzeszowskiej, Ostrzeszów 1999. s. 141[24]
- Wszystko co nasze... : w 85 rocznicę harcerstwa na ziemi ostrzeszowskiej,Towarzystwo Przyjaciół Ziemi Ostrzeszowskiej, Ostrzeszów 1999. s.160[25]
- Ostrzeszów : oratorium salezjańskie, Ostrzeszów, 2000[26]
- 125 lat Ochotniczej Straży Pożarnej w Ostrzeszowie 1876-2001, Ostrzeszów 2001[27]
- Polsce wierni. Organizacje kombatanckie Ziemi Ostrzeszowskiej, Muzeum Regionalne w Ostrzeszowie, Ostrzeszów 2002
- W hołdzie żołnierzom Armii Krajowej 1939-45, Towarzystwo Przyjaciół Ziemi Ostrzeszowskiej, Ostrzeszów 2004
- Ostrzeszów. Urzędy miejskie, Ostrzeszów 2005[28]
- Ostrzeszów: klasztor pobernardyński[29]
- Ostrzeszów. Starostwo Powiatowe, Starostwo Powiatowe w Ostrzeszowie, Ostrzeszów 2005

## Życie prywatne
Miał żonę Anne